# 丰台站 (地铁)
北京地铁丰台站位于北京市丰台区丰桥路与桥安西路交叉处、万华北街北侧、西三环与西四环之间，地处北京丰台站的正下方，是地铁10号线和16号线的换乘车站，也是北京丰台站的重要配套设施。10号线丰台站已于2013年5月5日正式开通投入运营，而16号线则于2022年12月31日开通。

## 历史
丰台站地铁站在最初计划中，10号线丰台站地铁站设于北京市西南三环路西南，新丰台火车站正下方呈南北走向，而车站南北两侧原规划的孟家村站和前泥洼站取消，“三站合一”。由于丰台站周边主要是居民区，而地铁站并入铁路车站将造成周边乘客的不便，因而遭到了周边社区的数千居民签名反对。最终的方案中，原有的两座车站分别北移，前泥洼站（即现泥洼站）北移300米，孟家村站北移100米。北移之后的孟家村站更名为丰台站，设于丰台站南广场地下，以方便周边居民出行，而站厅同待建的丰台火车站地下站厅联通，兼顾了铁路乘客换乘的需求。这一规划的更动，加上车站用地拆迁的滞后，使得丰台站直到2012年4月才进场开工，虽然施工方千方百计加快施工进度，但仍然到2013年4月才竣工。这影响到了原定于2012年底通车的10号线二期的开通进度：未受影响的区间按原计划开通，同10号线一期工程构成一个缺口的环形；而到了2013年5月5日，包括丰台站地铁站在内的两站三区间才通车运营，10号线全线成环贯通。
10号线丰台站为地下二层车站，三柱四跨，比普通车站多一跨。车站主体宽43.9米，长224米，总建筑面积2.6万平方米，比普通车站大一倍；车站采用岛式站台设计，站台宽20米。同时，车站站台层（地下二层）层高8.5米，站厅层（地下一层）层高8.9米，较普通车站高得多。车站主要采用与10号线其他车站接近的黑白灰色调，但引入了中式建筑的元素：立柱采用红色和灰色圆立柱，并充分利用层高的优势在站厅层采用藻井天花引入九宫格的造型。
2017年12月18日进场施工的16号线车站为东西走向，长406米、宽31.2米、深30.7米，是地下三层三跨车站，采用岛式站台设计，站台宽20米，与10号线呈L形交叉，共用站厅换乘，主体结构于2020年6月28日封顶。
为配合国铁北京丰台站投入运营，自2022年6月20日首班车起，地铁10号线丰台站内与国铁北京丰台站地下临时换乘通道出入口开通启用。同年12月31日，地铁16号线丰台站启用。
2023年1月27日（正月初六），16号线丰台站上行开往西苑站方向末班车发车时间由22:48延时至次日（1月28日）2:30，其中零点前行车间隔为15分钟，零点后间隔为20分钟，期间加开临客14列，沿途各站只出不进，延长运营终点为西苑站。
2024年9月29日，地铁丰台站D口重新开通。

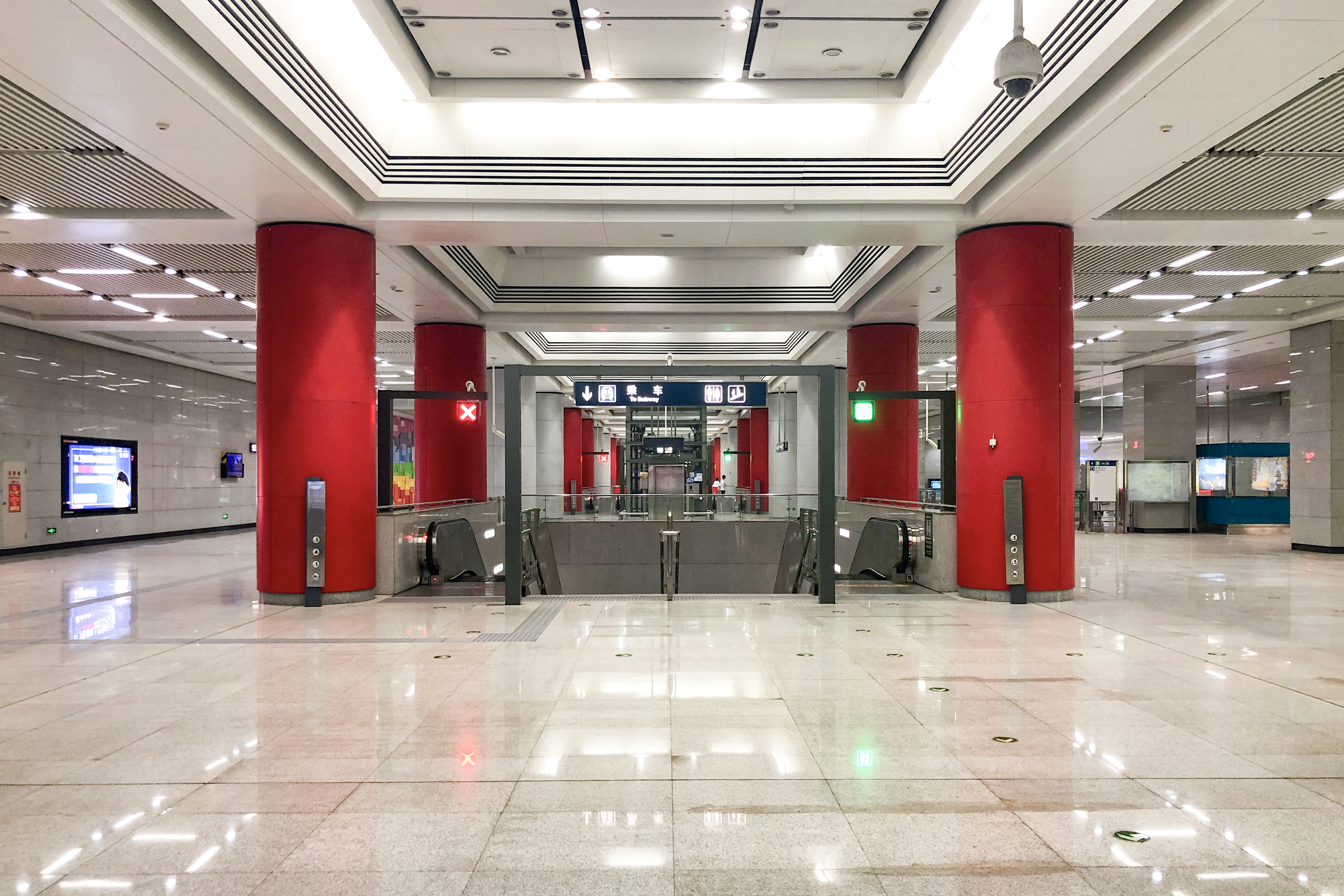
丰台站10号线站厅（2020年6月摄）
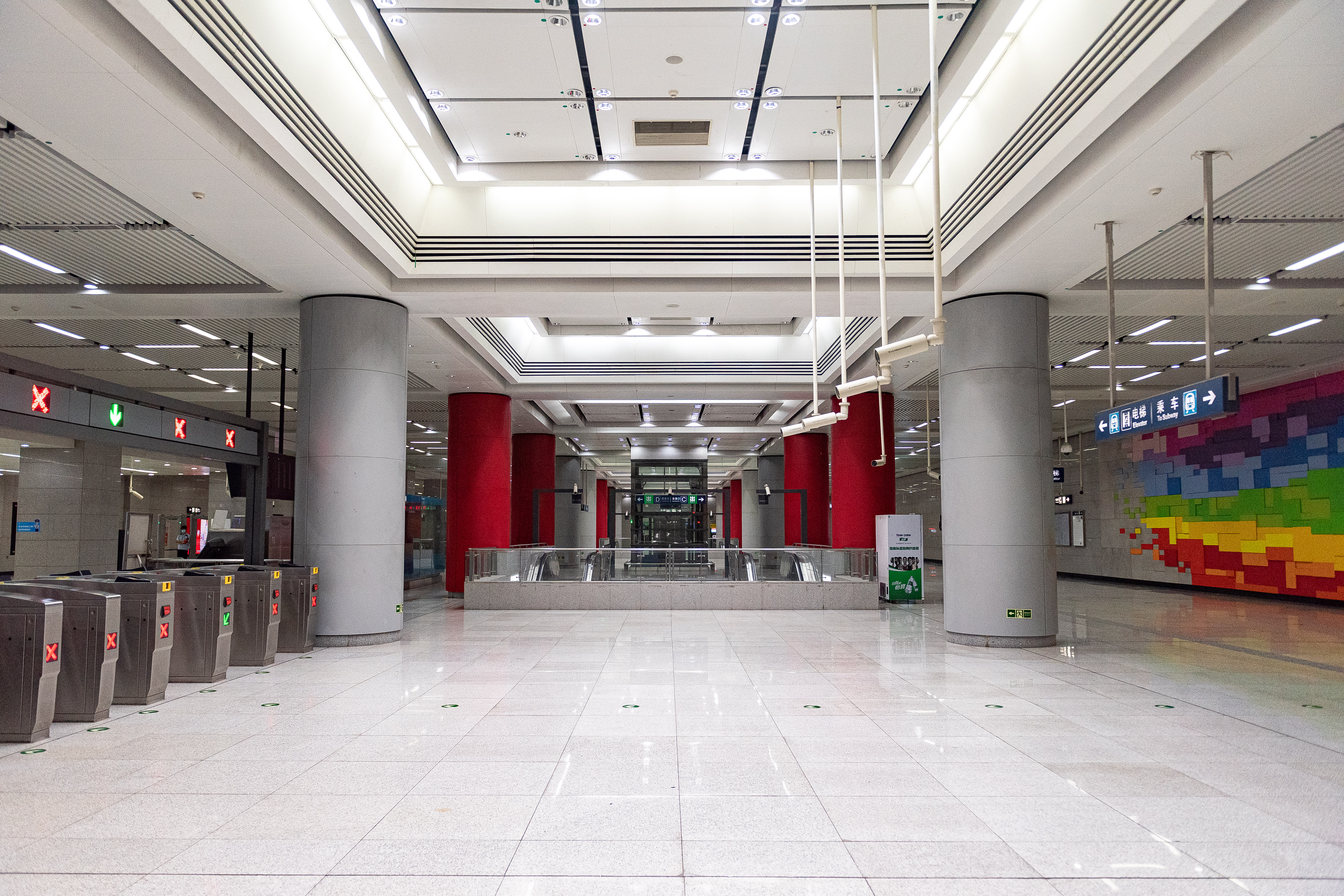
丰台站10号线站厅（2021年9月摄）
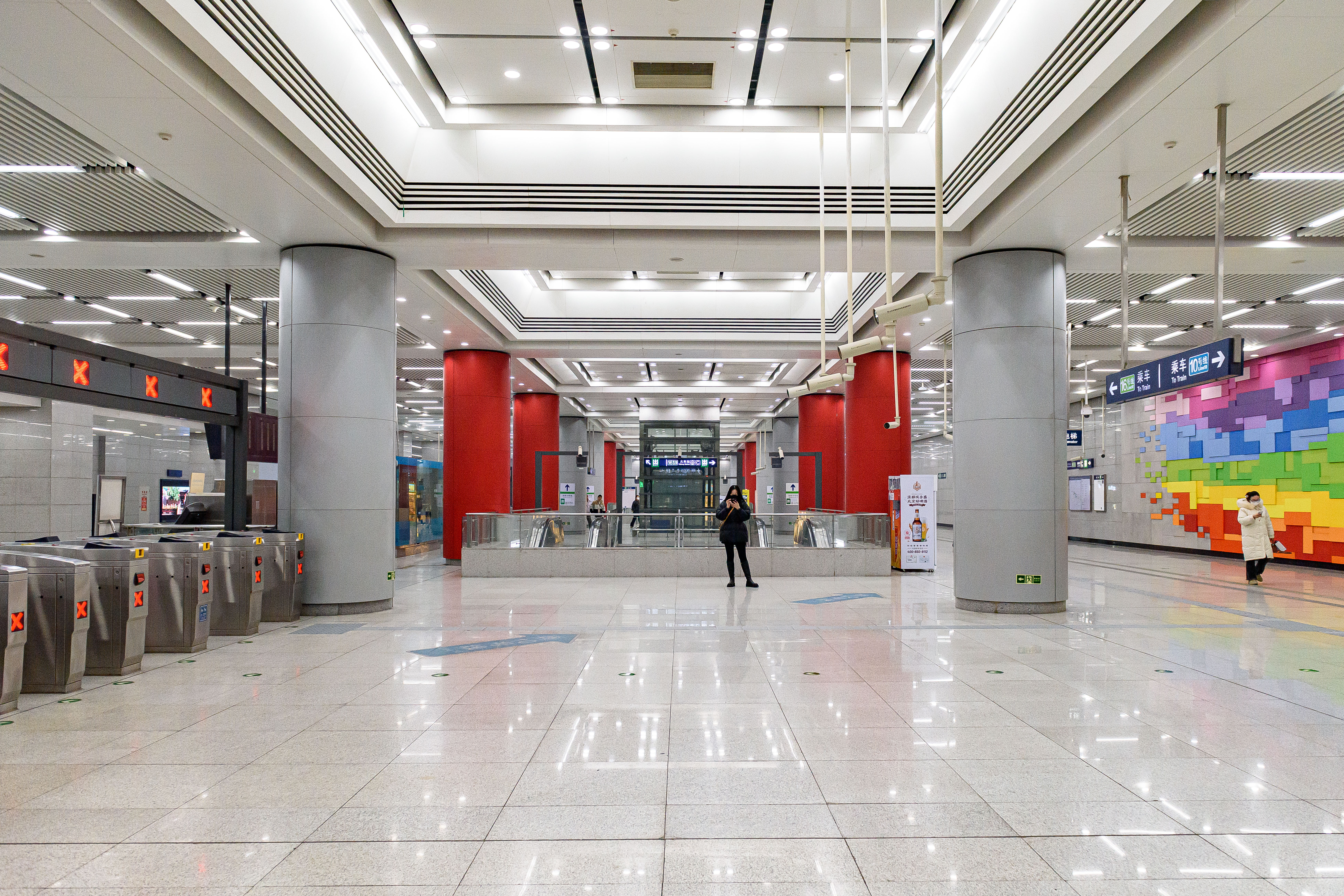
丰台站10号线站厅（2024年1月摄）
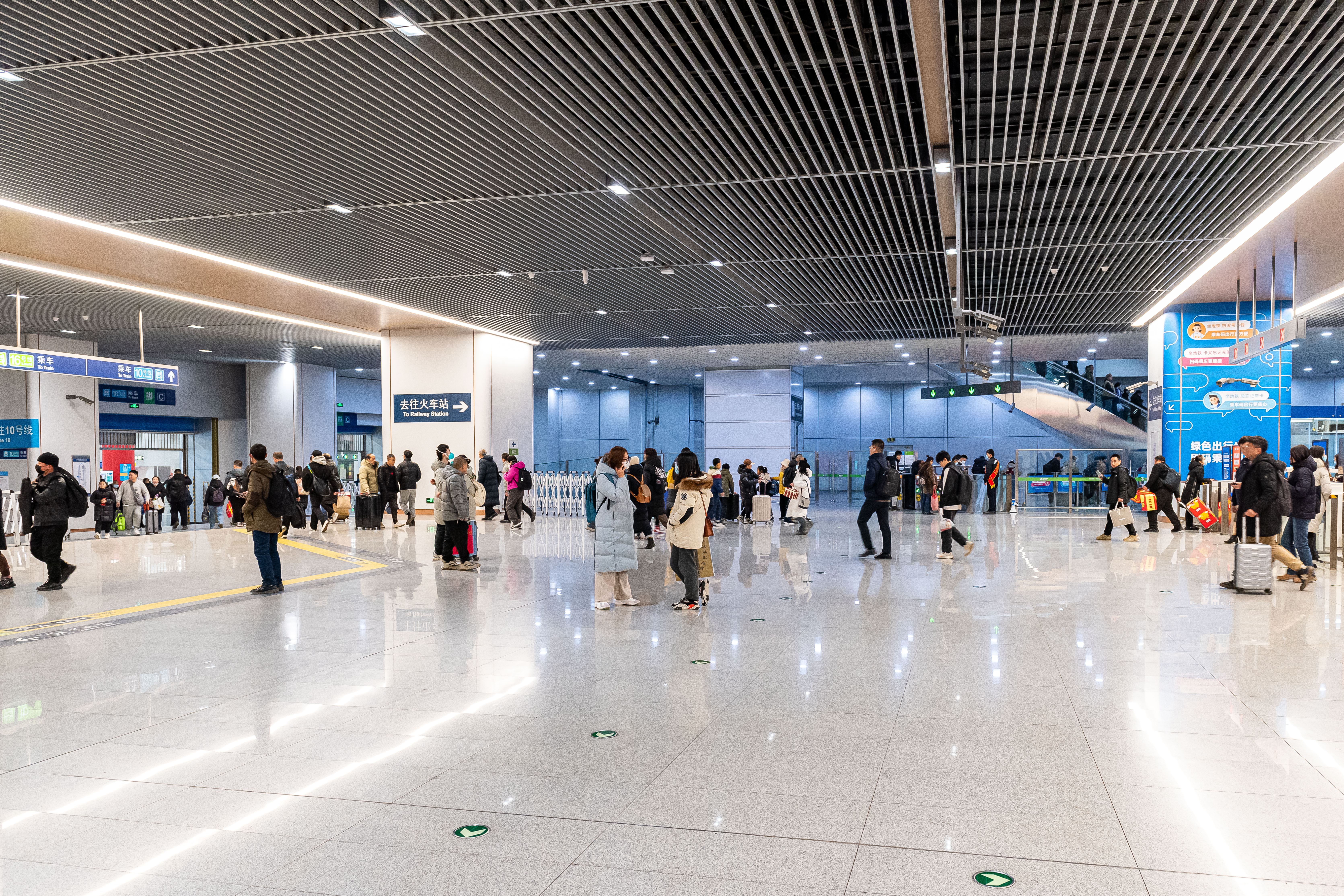
丰台站换乘大厅（2024年1月摄）
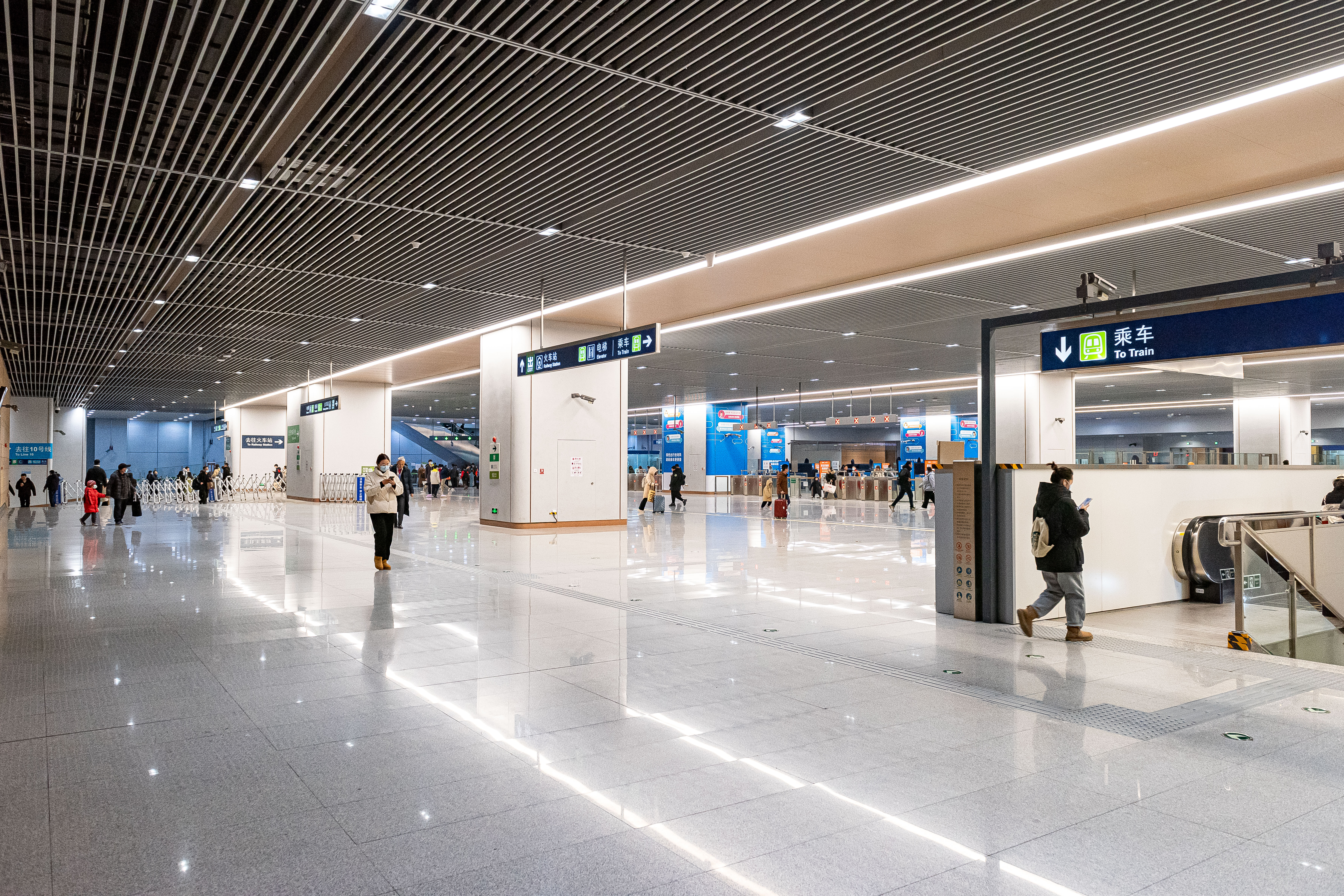
丰台站换乘大厅（2024年1月摄）
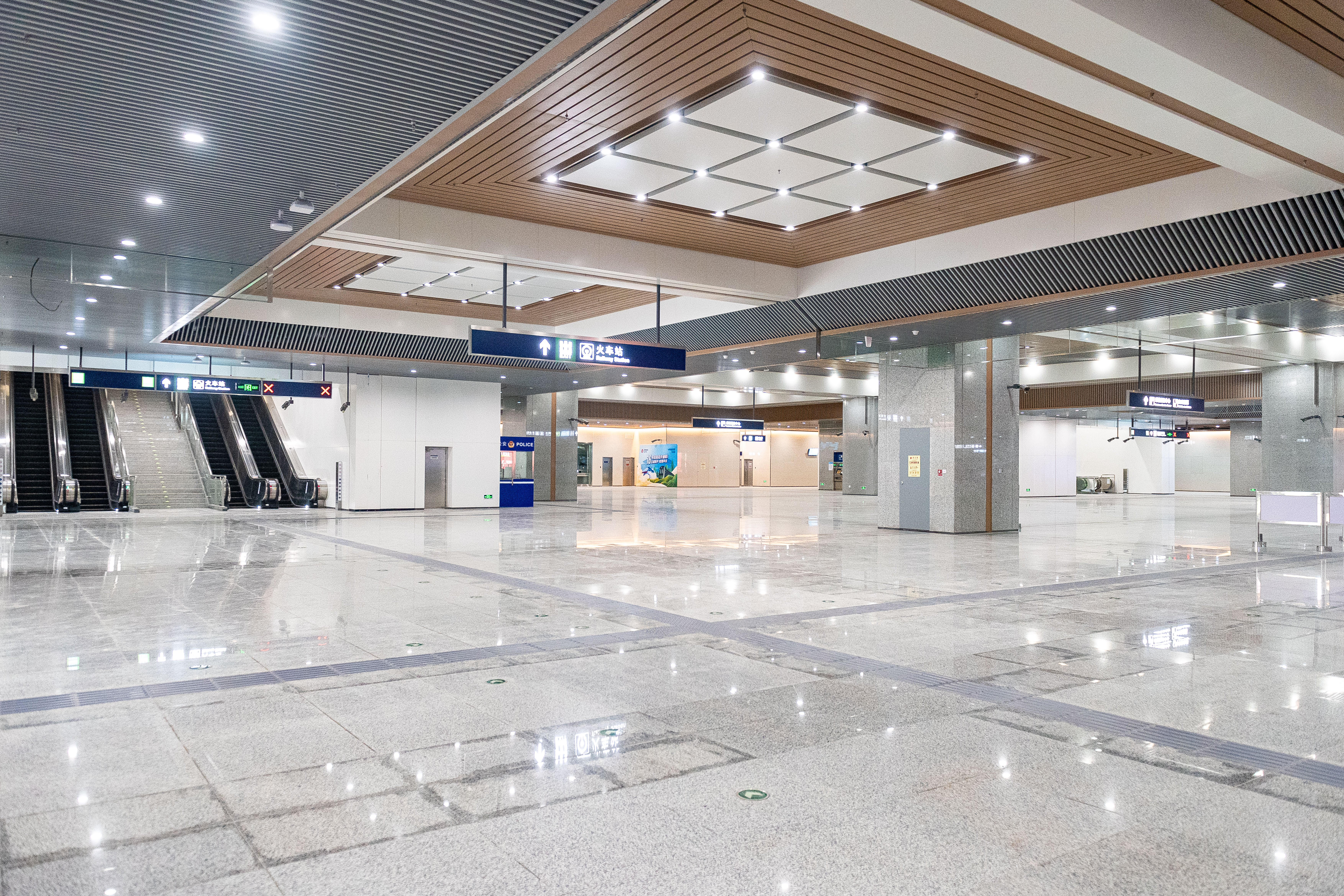
丰台站16号线站厅非付费区（2022年12月摄，暂未启用）
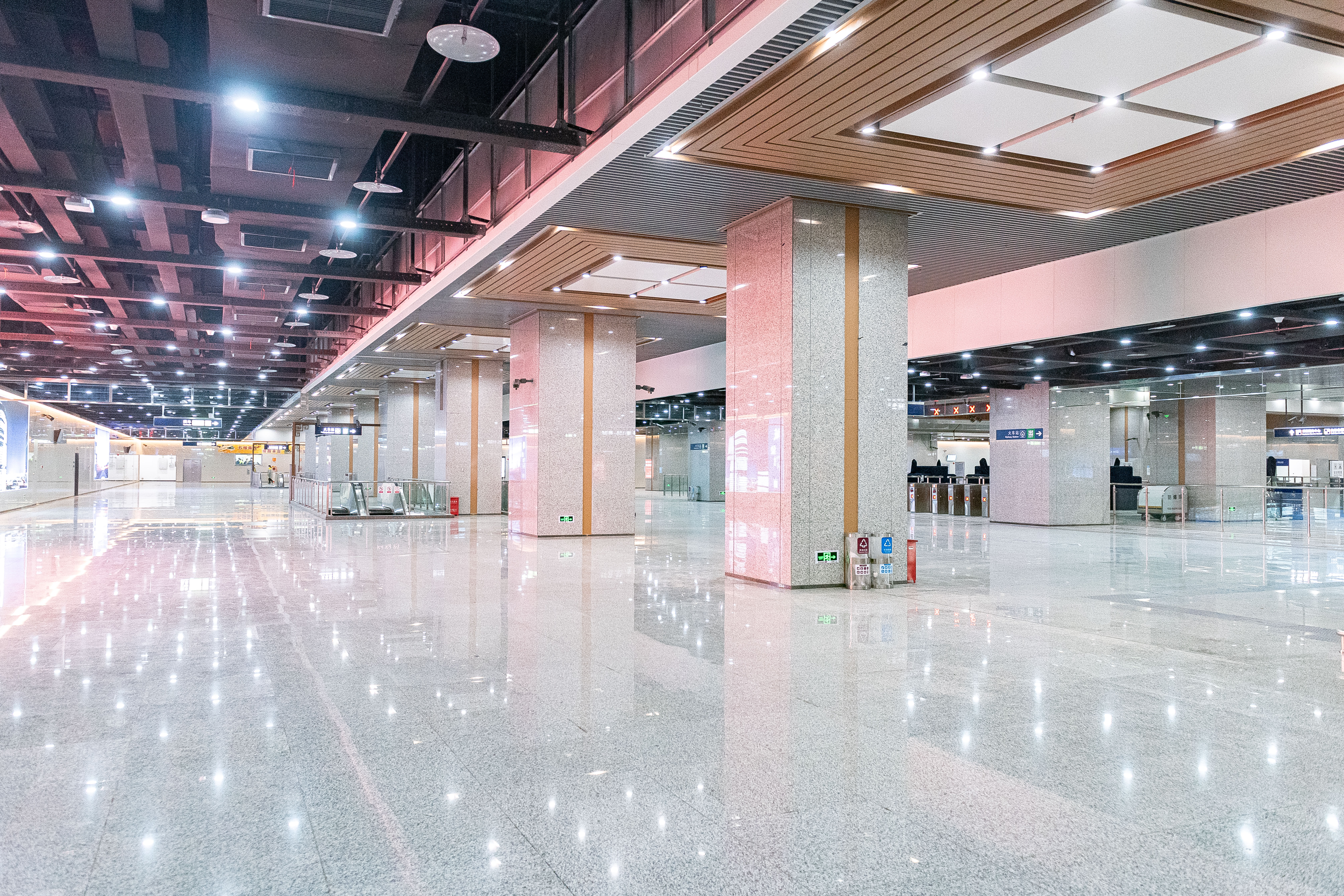
丰台站16号线站厅付费区（2022年12月摄）

## 车站楼层
| 地面                               | 枢纽外街道                   | C1/C2出入口（丰桥路、桥安西路）、D出入口                         |
| 地下一层 站厅层                    | 10/16号线站厅                | 客务中心、自动售票机、进出站闸机、B1出口、北京丰台站普速到达大厅 |
| 地下二层 10号线站台层 16号线站厅层 | 16号线站厅                   | A1/A2出口、客务中心、自动售票机、进出站闸机（暂未开通）          |
| 地下二层 10号线站台层 16号线站厅层 | █ 10号线内环（泥洼）         |                                                                  |
| 地下二层 10号线站台层 16号线站厅层 | 岛式站台，左側開门           |                                                                  |
| 地下二层 10号线站台层 16号线站厅层 | █ 10号线外环（首经贸）       |                                                                  |
| 地下三层 16号线站台层              |                              | █ 16号线往北安河（东管头南）                                     |
| 地下三层 16号线站台层              | 岛式站台，左側開门           |                                                                  |
| 地下三层 16号线站台层              | █ 16号线往宛平城（丰台南路） |                                                                  |

## 出入口
地铁丰台站目前开放B1、C1、C2、D口以及国铁北京丰台站出站层一个无编号的入口，A1、A2口暂未开通。
|                           |                  |                  |      |            |
|                           |                  |                  |      |            |
| 编号                      | 指示             | 建议前往的目的地 | 图片 | 无障碍设施 |
| 连通 16号线站厅           |                  |                  |      |            |
| 出口 · 同层               | 火车站           | 共用进站口       |      | 不適用     |
| 出口 · A · 1              | （暂未开通）     |                  |      |            |
| 出口 · A · 2              | （暂未开通）     |                  |      |            |
| 出口 · B · 1              | 火车站（仅出口） | 北京丰台站       |      | 不適用     |
| 连通 10号线站厅           |                  |                  |      |            |
| 出口 · C · 1 · 升降机标志 | 桥安西路         | 三环新城         |      |            |
| 出口 · C · 2              | 育芳园北路       | 三环新城         |      | 不適用     |
| 出口 · D                  |                  | 丰台火车站南广场 |      | 不適用     |
| 註： 設有 \| 設於同一層   |                  |                  |      |            |